# Tina Pizzardo
Battistina Pizzardo, detta Tina (Torino, 5 febbraio 1903 – Torino, 15 febbraio 1989), è stata una matematica e antifascista italiana.

## Biografia
Tina Pizzardo fu la primogenita di una famiglia numerosa della piccola borghesia torinese, impregnata di cultura cattolica: diversi suoi zii scelsero la vita religiosa e uno di essi, Giuseppe Pizzardo, ordinato prete proprio nell'anno di nascita di Tina, diventerà cardinale nel 1937. Lei stessa, alla morte della madre nel 1908, fu accolta con una sorella in un istituto di suore.
Conseguito il diploma magistrale, s'iscrisse nel 1920 al corso di laurea in Matematica dell'Università degli Studi di Torino, laureandosi nel 1925. Nel 1926 divenne socia dell'« Academia pro interlingua », diretta discendente dell'Accademia del Volapük fondata nel 1887, e presieduta dal 23 dicembre 1908 da Giuseppe Peano, che studiava la possibilità di adottare, come era avvenuto fino a pochi secoli addietro, la lingua latina, ma semplificata e aggiornata, quale mezzo comune di comunicazione tra gli intellettuali europei.

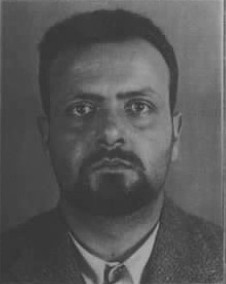
Scheda segnaletica di Altiero Spinelli

Fu a Roma nel marzo del 1926 per partecipare al concorso di abilitazione all'insegnamento nelle scuole secondarie. In questa occasione conobbe Altiero Spinelli e altri antifascisti, e aderì al Manifesto degli intellettuali antifascisti di Benedetto Croce. A luglio s'iscrisse al Partito comunista e in ottobre iniziò a insegnare matematica e fisica nel Liceo classico Carducci-Ricasoli di Grosseto, città nella quale guidò il locale gruppo di attivisti comunisti, costretti alla clandestinità dalla dittatura fascista. La relazione con Spinelli, iniziata a Roma, proseguì per necessità in modo saltuario fino all'arresto di Spinelli nel giugno del 1927. Attraverso le loro lettere, la polizia risalì a lei, che fu arrestata in settembre per « attività sovversiva » e condannata a un anno di carcere e a tre anni di libertà vigilata.
Fu trasferita nel carcere di Torino, poi in quello di Ancona e infine al carcere femminile di Roma, dove organizzò con altre detenute manifestazioni di protesta. Scarcerata il 13 settembre 1928, perduto il lavoro e impossibilitata a continuare l'insegnamento nelle scuole di Stato perché interdetta dai pubblici uffici, dovette vivere precariamente dando lezioni private di matematica. A Torino mantenne rapporti con l'intellettualità antifascista: suoi abituali frequentatori furono Mario Carrara, da lei conosciuto nel carcere torinese delle Nuove, sollevato dall'incarico di docente universitario per il suo rifiuto di giurare fedeltà al regime, la moglie Paola Lombroso, figlia di Cesare, Giuseppe Levi, maestro di Rita Levi Montalcini, padre di Natalia e suocero di Leone Ginzburg, attivo nel movimento Giustizia e Libertà, Adriano Olivetti, Barbara Allason.
La sua vita non era facile: « alzandomi alle cinque, coricandomi dopo l'una di notte, con la scuola delle suore a Ivrea, la scuola serale in fondo a via Nizza, i bambini Nasi in via Principe Amedeo e infine gli allievi privati, riuscivo a impartire dieci‒dodici ore di lezione al giorno; e correggere i compiti ». In questo periodo era attratta soprattutto da tre uomini: da Altiero Spinelli, che era però da anni in carcere e poi sarà al confino, da cui uscirà solo nel 1943, con il quale manteneva un costante rapporto epistolare, da Henek Rieser, un comunista polacco residente a Torino, e da Cesare Pavese, conosciuto nel 1933 tramite la comune amicizia con Ginzburg.

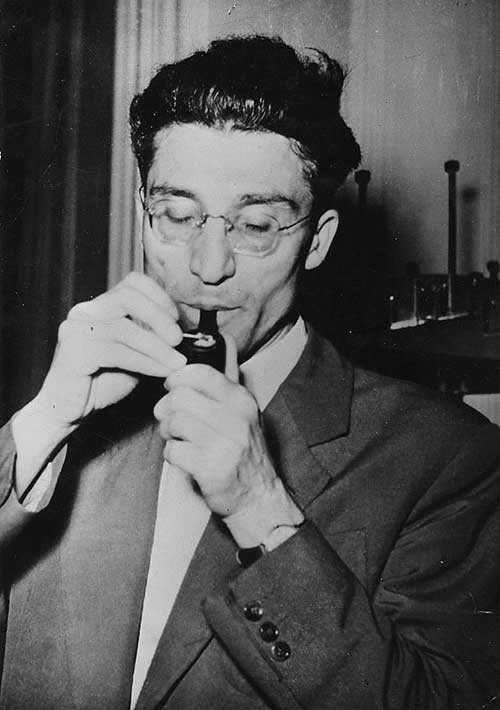
Cesare Pavese

Pavese aveva « intelligenza, cultura, carattere, prestanza fisica » e in più era un poeta, e per Tina un artista era « una sorta di superuomo » che mai avrebbe pensato di conoscere. Pavese s'innamorò di lei, ma ottenne in cambio solo un'offerta d'amicizia. Nell'aprile del 1934, dopo « un momento di lucida follia, d'abbandono » nel quale, del resto, « non successe niente », Pavese chiese di sposarla ma si vide opporre un rifiuto.
Il 15 maggio 1935 venne nuovamente arrestata dalla polizia politica. La retata coinvolse soprattutto il gruppo di Giustizia e Libertà raccolto intorno alla redazione della rivista « Cultura » e in carcere finirono Pavese, Bruno Maffi, Carlo Levi, Franco Antonicelli e altri, che vennero poi inviati al confino. Pavese fu arrestato perché gli furono trovate in casa delle lettere inviate da Maffi a Tina Pizzardo, la cui corrispondenza era controllata dalla polizia, e Pavese aveva messo quindi a disposizione della donna il proprio recapito. Tina venne liberata alla fine di giugno e alla fine di luglio fu rilasciato anche Henek Rieser: « a giudizio della polizia, una povera professoressa che campa di lezioni private, e per di più è comunista, non poteva aver niente da spartire con quei giellisti appartenenti all'alta borghesia e tutti intellettuali di fama ».
Il 19 marzo 1936 Pavese, liberato dal confino, rivide Tina a Torino e apprese del suo fidanzamento con Rieser. Il matrimonio con Henek Rieser avvenne il successivo 19 aprile. Pavese rivide più volte Tina Pizzardo, chiedendole insistentemente di divorziare: il 13 agosto 1937, « per porre fine alle sue tormentose insistenze » Tina trovò « il coraggio di dirgli ciò che per pietà » gli aveva sempre taciuto, « ciò che lui sa e finge di non sapere, ciò che mai avrebbe voluto sentire », cui Pavese rispose con una lettera « di odio implacabile », fino all'addio del 6 luglio 1938. Tina, che aspettava il figlio Vittorio, rifiutò il dono del diario di Pavese, quel diario in cui lo scrittore darà sfogo alla sua misoginia.
Tina Pizzardo rivide Altiero Spinelli alla caduta del fascismo. Aderì al Movimento federalista da lui fondato nel 1943 e con il Partito d'azione si presentò candidata alla Camera nelle elezioni politiche del 1948, senza essere eletta. Nel 1962 scrisse le sue memorie, che circolarono dattiloscritte e poi furono pubblicate postume nel 1996 con il titolo Senza pensarci due volte. Nelle sue memorie la stessa Tina Pizzardo si è descritta come « una donna libera e disinibita, piena di vita e di socialità, anche volubile, che aveva bisogno di legami con più uomini contemporaneamente ».

## Scritti
- Tina Pizzardo, Senza pensarci due volte, Bologna, Il Mulino, 1996 ISBN 978-88-15-05615-3.